# Awaken Memories Live
Awaken Memories Live – pierwsze DVD zespołu Moonlight, wydane w 2003 roku przez Metal Mind Productions.
Wydawnictwo to zawiera przede wszystkim zapis dwóch koncertów, które odbyły się 23 listopada 1996 roku w studiu S-3 TVP w Łęgu oraz 11 kwietnia 2003 roku w studiu Krzemionki TVP w Krakowie. Oprócz tego na DVD zamieszczono cztery teledyski („Flos”, „List z raju”, „Meren Re (Rapsod)” i „Ronaa”), jak również historię grupy, wywiad przeprowadzony przez Darka Świtałę z Metal Hammera, galerię zdjęć oraz osiem nagrań (m.in. cover Type O Negative „Love You to Death”).
Awaken Memories Live było również dystrybuowane zagranicą przez MVD Entertainment Group.

## Lista utworów

### Koncert w studiu Krzemionki (11 kwietnia 2003)
1. „Tabu”
2. „Modlitwa o zmiłowanie”
3. „Szaleństwo”
4. „Flos”
5. „Historia do zapomnienia”
6. „Zapach”
7. „Asuu”
8. „Yaishi”
9. „List z raju”
10. „Dialog ciała”
11. „Meren Re (Dobranoc)”
12. „Taniec ze śmiercią”
13. „Hexe”
14. „Ronaa"

### Koncert w Łęgu (23 listopada 1996)
1. „Intro/Damaisa”
2. „Extaza milczenia”
3. „Stadium wiary”
4. „Cisza przed burzą”
5. „Zmierzch”
6. „Sweet Dreams”
  - Cover Eurythmics
7. „Conquistador”
8. „Jak ryby”
9. „Ananke”
10. „Deformis”
11. „Modlitwa o zmiłowanie”
12. „Strach”
13. „Zbrodnia i kara"

### Teledyski
1. „Flos”
2. „List z raju”
3. „Meren Re (Rapsod)”
4. „Ronaa"

### Nagrania
1. „Love You to Death”
  - Cover Type O Negative
2. „Cisza przed burzą”
3. „Wiem”
4. „Flos”
5. „List z raju”
6. „Col”
7. „To See Yourself”
8. „Irish Coffee"

## Twórcy
| - Maja Konarska – śpiew - Andrzej Kutys – gitara - Andrzej „Gienia” Markowski – instrumenty klawiszowe - Michał Podciechowski – gitara basowa - Maciej Kaźmierski – perkusja - Daniel Potasz – instrumenty klawiszowe - Paweł Gotłas – gitara basowa - Tomasz Wieczorek – perkusja | - Tomasz Dziubiński – producent wykonawczy - Tomasz Pomarański – producent telewizyjny |